# 菲利普·巴格弗雷德
菲利普·巴格弗雷德（Philipp Bargfrede，1989年3月3日—）是一位德國足球運動員，在球場上司職中場。現時為自由身。

## 職業生涯
巴格弗雷德在2004年加入雲達不萊梅的青訓系統。2008–09賽季，他進入一線隊。2009年8月8日，他在2009–10賽季的德甲聯賽第一輪，一場對陣法蘭克福的比賽中，首次代表文達不萊梅出賽。2013年11月30日，他在4–4戰平霍芬海姆的比賽中，打進職業生涯的第一個德甲進球。2016年5月18日，文達不萊梅宣布和巴格弗雷德續約至2018年。

## 個人生活
巴格弗雷德的父親，漢斯-約根·巴格弗雷德也曾是一名職業足球員，曾在文達不來梅業餘隊效力數年。

## 榮譽
文達不來梅
- 德國足協盃冠軍：2008–09

## 外部連結
- 文達不來梅官方網站：菲利浦·巴格弗雷德 （页面存档备份，存于）之個人頁面 （德文）
- transfermarkt.de：菲利浦·巴格弗雷德 （页面存档备份，存于）之統計數據 （德文）
- fussballdaten.de：菲利浦·巴格弗雷德之統計數據 （德文）